# Suki Chan
Singles de S/mileage
Asu wa Date na no ni, Ima Sugu Koe ga Kikitai
(2009) Otona ni Narutte Muzukashii!!!
(2010)
 Suki Chan  (スキちゃん, ou Suki-chan) est le 3e single dit "indie" du groupe S/mileage.

## Présentation
Le single, écrit, composé et produit par Tsunku, sort le 23 novembre 2009 au Japon sur le label Good Factory Record de TNX, deux mois seulement après le précédent single du groupe, Asu wa Date na no ni, Ima Sugu Koe ga Kikitai. Il ne contient qu'un titre et sa version instrumentale, et n'est disponible qu'en distribution limitée, vendu en ligne et dans quelques boutiques. Le single sort aussi au format "Single V" (vidéo DVD contenant le clip vidéo) cinq semaines plus tard, le 2 janvier 2010. La chanson-titre figurera sur le premier album du groupe, Warugaki 1 qui  sortira un an plus tard.

## Formation
Membres du groupe créditées sur le single :
- Ayaka Wada
- Yūka Maeda
- Kanon Fukuda
- Saki Ogawa

## Liste des titres
Single CD
1. Suki Chan  (スキちゃん?)
2. Suki Chan (instrumental)  (スキちゃん...?)

Single V (DVD)
1. Suki Chan  (スキちゃん?) (clip vidéo)
2. Making Eizo  (メイキング映像?) (making of)